# Sirah
Sara Elizabeth Mitchell mais conhecida pelo nome artístico Sirah  é uma rapper e compositora nascida nos Estados Unidos. Ela é mais conhecida pelas parcerias com o DJ e produtor Skrillex, nas faixas "WEEKENDS!!!", Kyoto e no sucesso mundial "Bangarang". Em Setembro de 2015, foi anunciada uma colaboração de Sirah chamada Waitin' For You, presente no álbum Confident da cantora Demi Lovato.

## Carreira
Sirah começou sua carreira em 2007 e mudou-se para Los Angeles para tentar alavancar sua carreira. Em 2007 lançou seu primeiro EP "Clean Windows Dirty Floors", mas não obteve resultados satisfatórios. Em 2011 lançou seu segundo EP "Trick'd".
Em 2012, lançou sua primeira Mixtape "C.U.L.T." com influencias de Dubstep. Logo depois relançou a mesma mixtape com o título "C.U.L.T. - Too Young To Die" onde obteve sucesso com a faixa "Up & Down" ultrapassando um milhão de visualizações no You Tube.
Em 2013, ganhou um Grammy Awards na parceria com o DJ Skrillex. No mesmo ano, lançou seu terceiro EP "Inhale" com exclusividade pelo site da revista Billboard.

## Discografia

### Mixtapes
| Título                      | Detalhes | Faixas |
| --------------------------- | --- | --- |
| C.U.L.T. Mixtape            | - Lançamento: 2 de março de 2012 - Gavadora: Pulse Recordings - Formato: Digital download                            | 1. "Up & Down" 2. "My City" 3. "Motel Bible" 4. "Blew Your Mind" 5. "Game On" (featuring JT) 6. "Like Me Now" 7. "Black Eyes" 8. "C.U.L.T." 9. "Love You Down" |
| C.U.L.T. (Too Young To Die) | - Lançamento: 24 de setembro de 2012 - Gravadora: Pulse Recordings/Atlantic Records - Formatos: Download Digital, CD | 1. "Up & Down" 2. "My City" 3. "Motel Bible" 4. "Blew Your Mind" 5. "Like Me Now" 6. "Made It" 7. "When I'm Gone"                                              |

### EPs
| Ano  | Título                                     | Gravadora                           |
| ---- | ------------------------------------------ | ----------------------------------- |
| 2007 | Clean Windows Dirty Floors (with DJ Hoppa) | Broken Complex                      |
| 2011 | Trick'd                                    | Unsigned                            |
| 2013 | Inhale                                     | Pulse Recordings / Atlantic Records |

### Singles
| Ano  | Faixa                           | Gravadora        |
| ---- | ------------------------------- | ---------------- |
| 2011 | "God's Grace (with DJ Hoppa)"   | Broken Complex   |
| 2017 | "Deadbeat (featuring Skrillex)" | Atlantic Records |

### Colaborações
| Ano  | Faixa                                         | Álbum               | Gravadora                  |
| ---- | --------------------------------------------- | ------------------- | -------------------------- |
| 2010 | "WEEKENDS!!!" (Skrillex featuring Sirah)      | My Name Is Skrillex | Big Beat                   |
| 2011 | "Kyoto" (Skrillex featuring Sirah)            | Bangarang           | Big Beat                   |
| 2012 | "Bangarang" (Skrillex featuring Sirah)        | Bangarang           | Big Beat                   |
| 2012 | "Survival" (Alvin Risk featuring Sirah)       | Infinity            | Ministry of Sound          |
| 2013 | "Speakerbox" (The Juggernaut featuring Sirah) | TBA                 | TBA                        |
| 2015 | Waitin' for You (Demi Lovato featuring Sirah) | Confident           | Island Hollywood Safehouse |
| 2015 | Memories (KSHMR featuring Sirah)              | Single              | Spinnin' Records           |